# Ozark Softscape
Ozark Softscape était un studio de développement de jeux vidéo basé à Little Rock (Arkansas) et fondé par Danielle Bunten Berry, Bill Bunten, Jim Rushing et Alan Watson. Jusqu’au début des années 1990, Ozark Softscape avait un partenariat avec Electronic Arts pour la publication de ses premiers titres comme Robot Rascals ou Modem Wars mais, à la suite d'une dispute avec l’éditeur, la société décide de travailler avec Microprose  pour les titres Command HQ  et Global Conquest. Le studio ferme finalement en 1993 à la suite d'une dispute concernant la création d’une suite au jeu M.U.L.E..

## Jeux développés
- Cytron Masters (1982)
- M.U.L.E. (1983)
- The Seven Cities of Gold (1984)
- Heart of Africa (1985)
- Robot Rascals (1986)
- Modem Wars (1988)
- Command HQ (1990)
- Global Conquest (1992)